# Aenigmatomyia unipunctata
Aenigmatomyia unipunctata är en tvåvingeart som beskrevs av Malloch 1933. Aenigmatomyia unipunctata ingår i släktet Aenigmatomyia och familjen prickflugor. Inga underarter finns listade i Catalogue of Life.